# Feuchter Forst

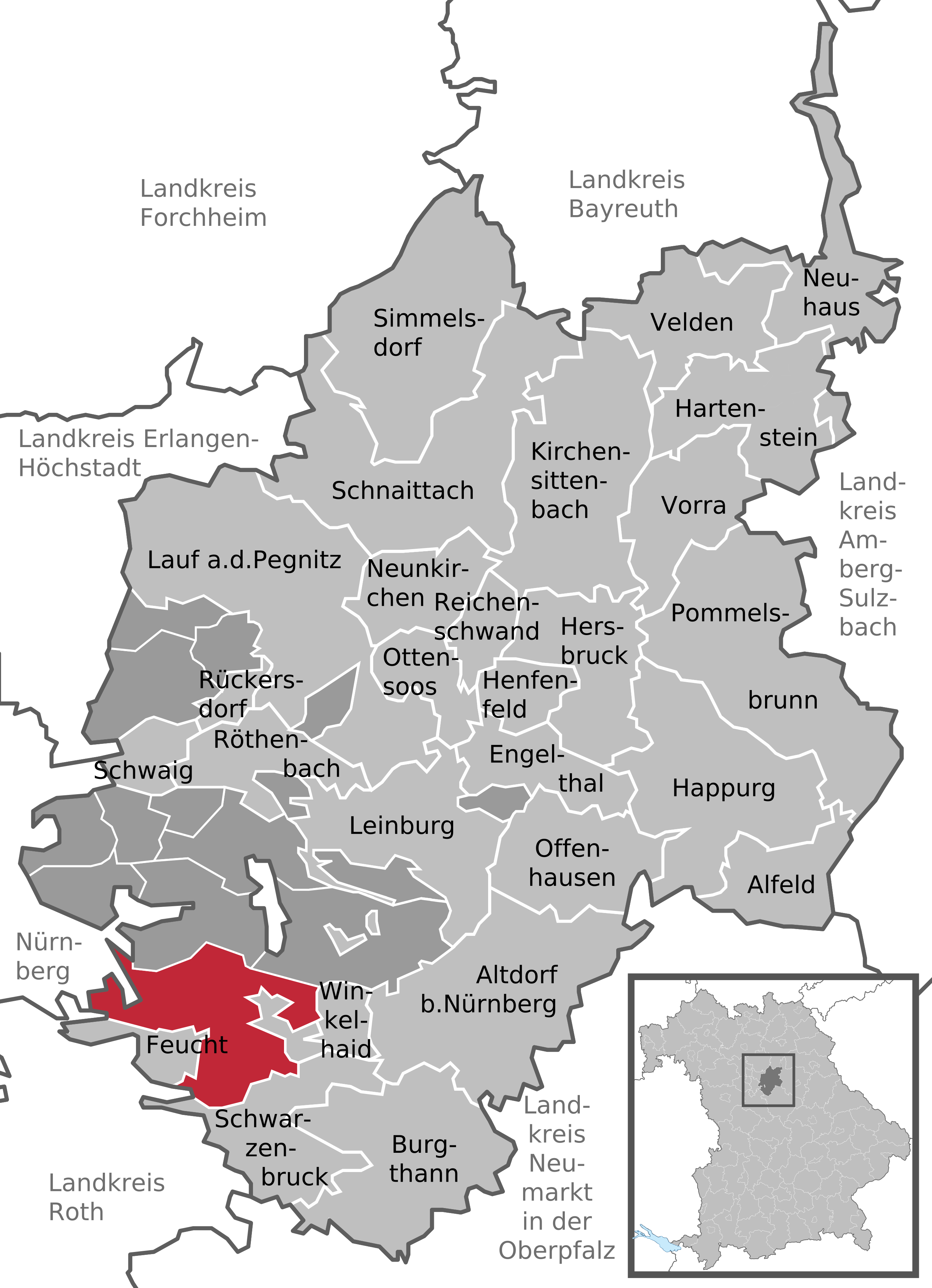
Lage des Feuchter Forstes im Landkreis Nürnberger Land

Der Feuchter Forst ist ein gemeindefreies Gebiet und eine Gemarkung im mittelfränkischen Landkreis Nürnberger Land in Bayern. Die Gemarkung liegt zum kleinen Teil auch auf Feuchter Gemeindegebiet. Sie hat eine Fläche von 20,829 km² und ist in 231 Flurstücke aufgeteilt, die eine durchschnittliche Flurstücksfläche von 90169,18 m² haben.

## Beschreibung
Der 20,82 km² große Staatsforst ist der nördlich und östlich von Feucht und nordwestlich von Schwarzenbruck gelegene Teil des Lorenzer Reichswaldes. Benannt wurde er nach der benachbarten Marktgemeinde Feucht. Die Autobahnen A6 und A9 verlaufen hindurch und bilden an der nordwestlichen Grenze das Autobahnkreuz Nürnberg-Ost. Ebenfalls durch das Gebiet verlaufen die Bahnstrecken Nürnberg–Regensburg und Feucht–Altdorf. Am äußersten westlichen Rand befindet sich die Abzweigstelle Nürnberg Reichswald, das nördliche Ende der Schnellfahrstrecke Nürnberg–Ingolstadt.
Der Feuchter Forst ist geprägt von Föhrenbesatz (Steckerlaswald). Die höchste Erhebung ist der 418 Meter hohe Dreibrüderberg nahe Rummelsberg.
Ein Großteil ist Bestandteil des EU-Vogelschutzgebietes-Gebiets Nürnberger Reichswald.

Im südwestlichen Teil des Gebietes, nördlich von Gsteinach, befinden sich größere wirtschaftlich genutzte Sandgruben (Stand 2017).

## Gewässer
Das Gebiet wird durch den Gauchsbach durchflossen. Östlich von Feucht fließt er durch einen kleinen Weiher, der lokal Haagsweiher (49° 22′ 50,52″ N, 11° 9′ 23,29″ O) genannt wird. Im Norden am Büchleinsberg entspringt der Tiefe Graben, der in seinem Verlauf zum Schwarzwasser wird und im Ortskern von Feucht in den Gauchsbach mündet.
Nahe Moosbach befinden sich eine kleine in Stein gefasste Quelle, der Hubertusbrunnen (49° 23′ 41,39″ N, 11° 14′ 32,96″ O), sowie einige kleinere Weiher, die früher zur Fischzucht genutzt wurden.

## Sehenswertes
Der Wald wird von einigen Rad- und Wanderwegen durchzogen. So durchquert auch der Fränkische Dünenweg (Wegzeichen: ) das Gebiet.

### Lettensturz
Etwa 2 Kilometer nördlich von Feucht liegen die stark überwachsenen Reste der zerstörten, ehemaligen Steinbruches und zerstörten Bunkeranlage Lettensturz (49° 23′ 27,96″ N, 11° 13′ 28,85″ O). Sie wird lokal auch nach dem umgebenden Waldgebiet Die Platte genannt.

### Sühnekreuze
- Nördlich von Feucht an einer Forststraßengabelung befindet sich das Försterkreuz (49° 23′ 17,77″ N, 11° 13′ 45,37″ O). Der Sage nach erzählt man, dass hier ein Förster seinen Sohn aus Unvorsichtigkeit erschossen habe.[6]
- Südlich von Feucht auf helben Weg nach Gsteinach nahe einer Hochspannungsschneise befindet sich das Steinkreuz am Kirchbühl (49° 21′ 50,33″ N, 11° 13′ 33,82″ O).

### Forstreviergrenzsteine
Um den Zustand der devastierten Wälder zu ermitteln, wurde 1840/41 im Nürnberger Reichswald eine Forsteinrichtung durchgeführt. In diesem Zusammenhang entstanden auch solche Forstreviergrenzsteine (Reviergrenzsäulen). Sie zeigen auf jeder Seite das damals angrenzende Revier. Darauf abgebildet sind Waldhämmer. Damit markierten die Förster jeden einzelnen Baum um Holzdiebstahl zu unterbinden.

#### Forstreviergrenzstein beim Hutberg
Östlich vom Hutberg an einer Forststraßenkreuzung (49° 24′ 26,64″ N, 11° 13′ 27,52″ O) befindet sich dieser Forstreviergrenzstein. Hier sind Fischbach, Feucht und Altenfurt abgegrenzt.

#### Forstreviergrenzstein bei Birnthon
Am östlichen Rand des gemeindefreien Gebietes an einer Forststraßenkreuzung (49° 24′ 24,12″ N, 11° 15′ 31,5″ O) befindet sich dieser Forstreviergrenzstein. Hier sind Fischbach, Feucht und Ungelstetten abgegrenzt.

### Sonstiges
- Der Schwarze Herrgott, eine Steinsäule bei Schwarzenbruck (49° 21′ 42,12″ N, 11° 14′ 32,17″ O). Es handelt sich hierbei um eine Devotionssäule aus Dolomit Gestein. Einst war sie mit einem Bild versehen, dass den Gnadenstuhl oder die Dreifaltigkeit zeigte, deshalb der Name Herrgott. Da die Säule nahe der Schwarzach steht, wurde sie zum Herrgott an der Schwarzach. Später wurde dann daraus der Schwarze Herrgott.[7]
- Nördlich des Weilers Mauschelhof befindet sich ein aufgelassener Steinbruch.
- Der Gedenkstein Reichswaldumbauprogramm (49° 23′ 7,8″ N, 11° 12′ 48,02″ O). Von 1983 bis 2003 wurden von der damaligen Bayerischen Staatsforstverwaltung mehrere Millionen Laubbäume in den im Reichswald typischen Steckalaswald eingebracht. Heute führt der Forstbetrieb Nürnberg der Bayerischen Staatsforsten diese Arbeiten fort. Der errichtete Gedenkstein besteht aus Worzeldorfer Quarzit.

## Bildergalerie

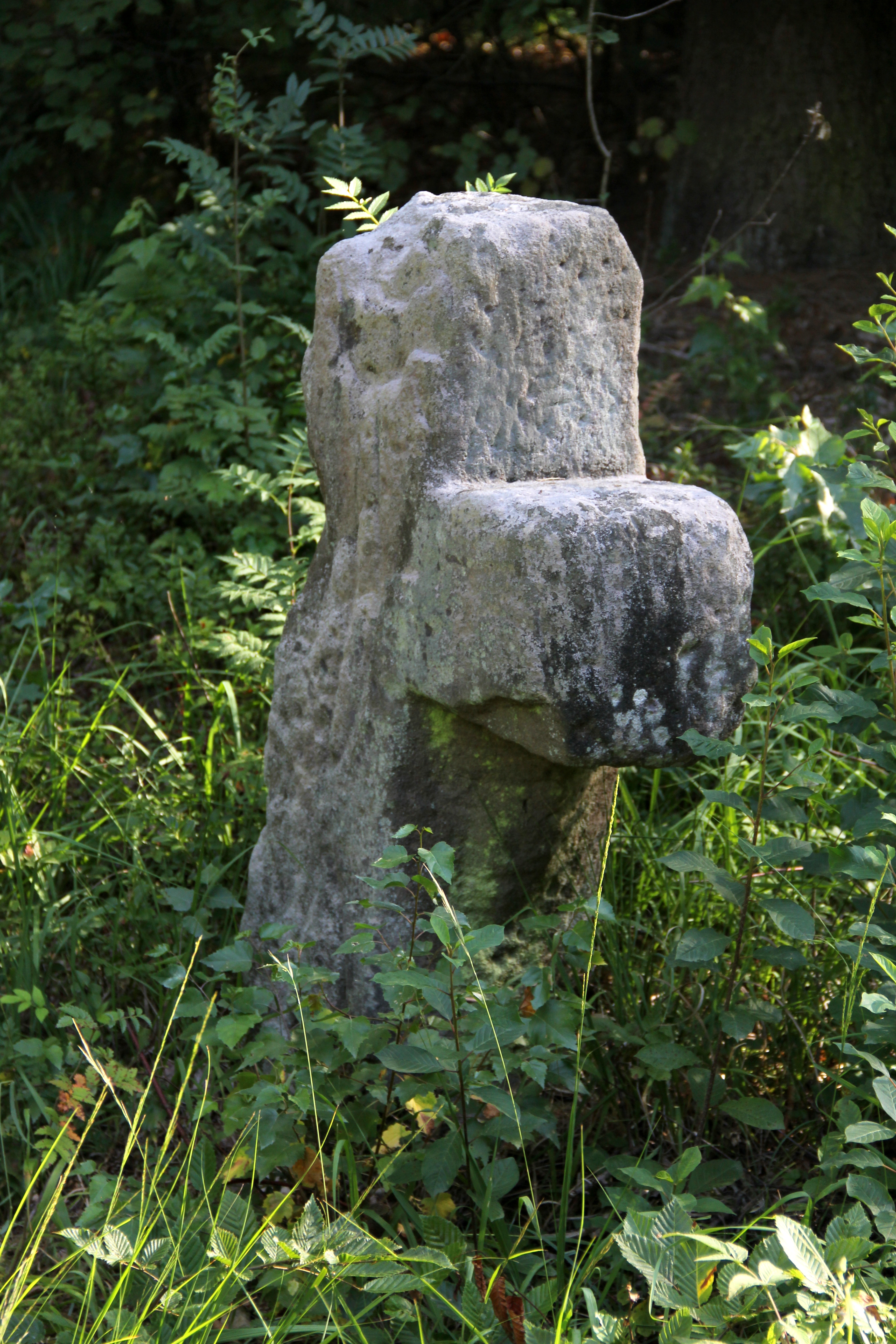
Das Försterkreuz nördlich von Feucht
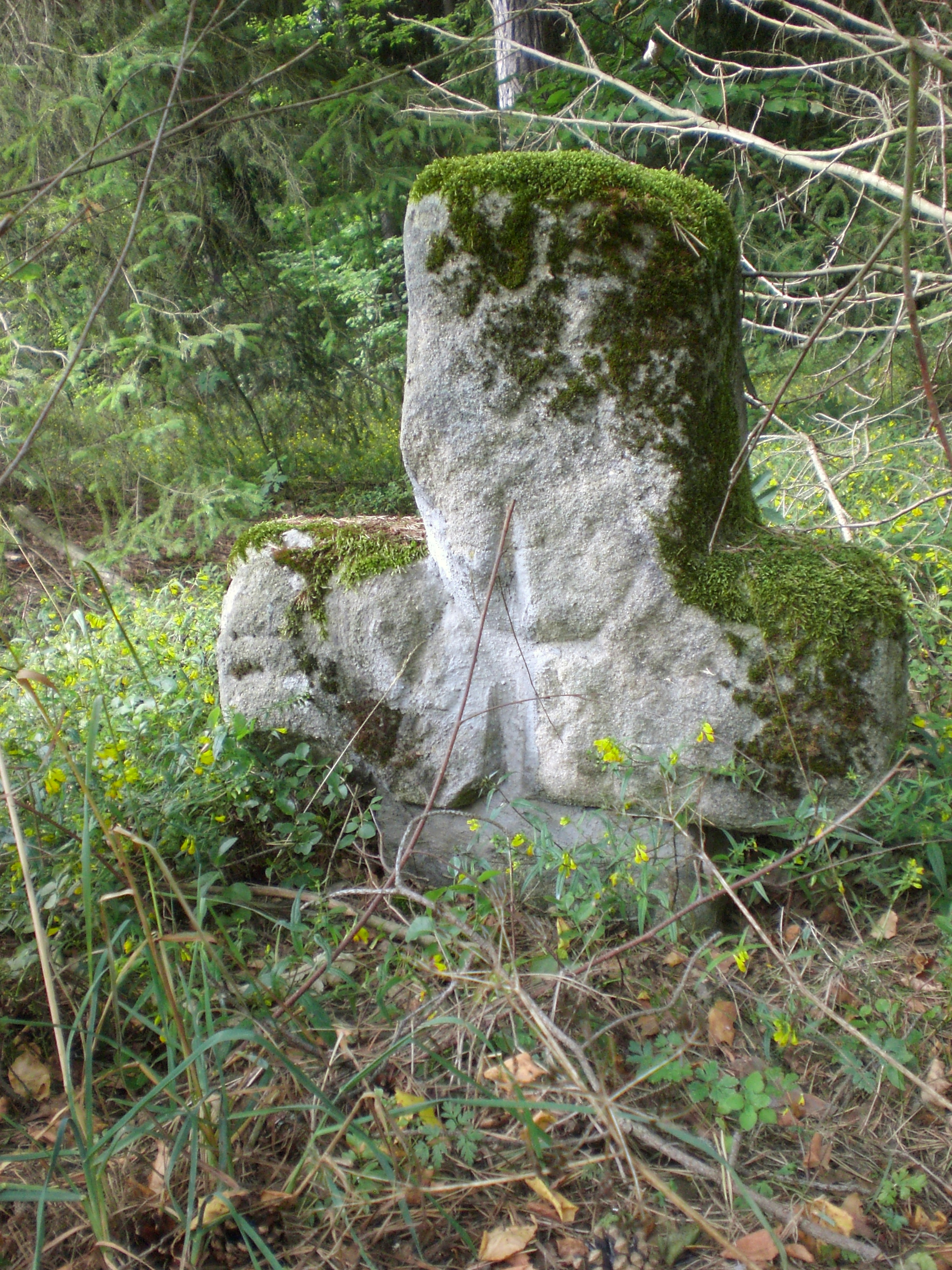
Steinkreuz am Kirchbühl zwischen Feucht und Gsteinach
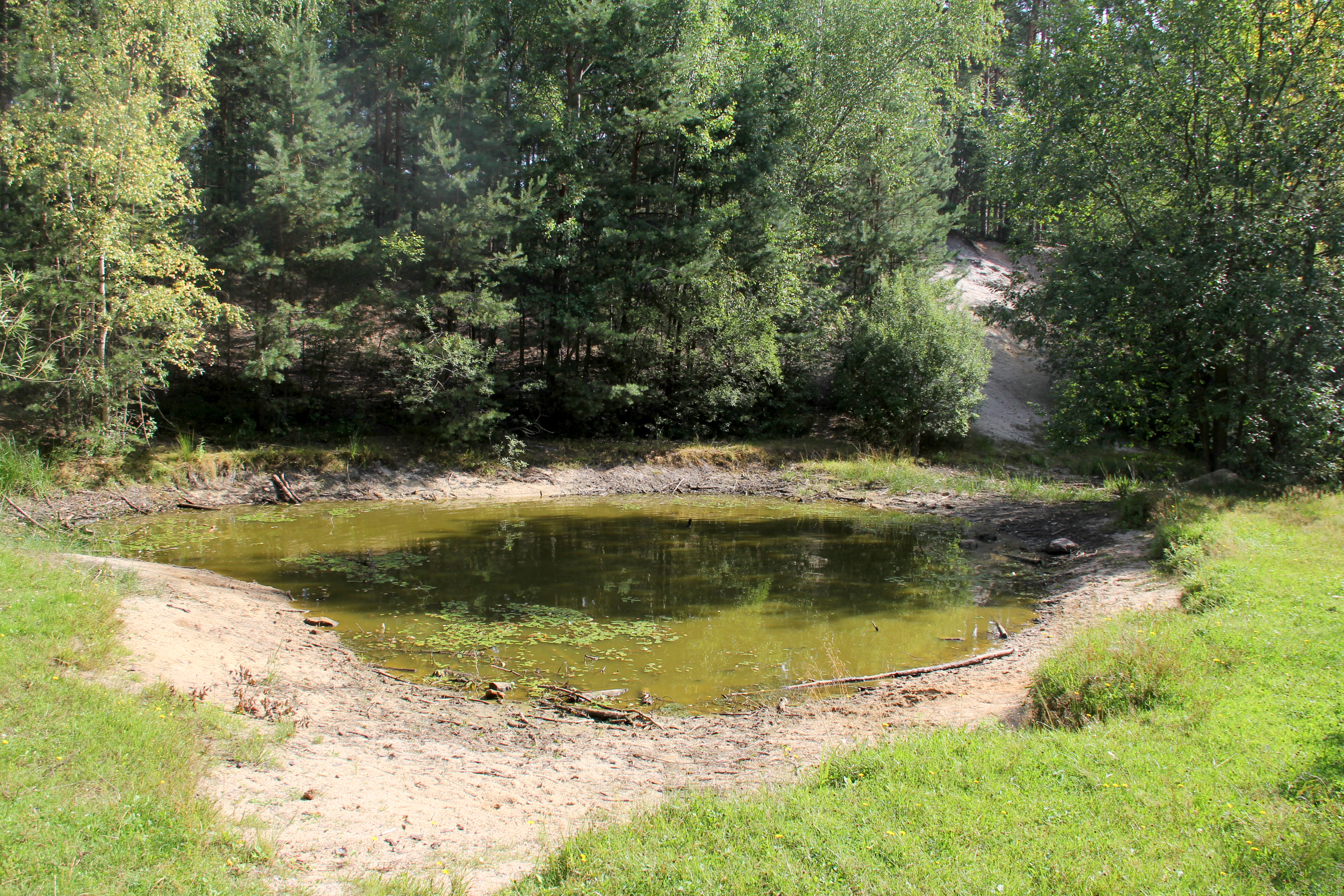
Ehemaliger Steinbruch mit Tümpel bei Mauschelhof
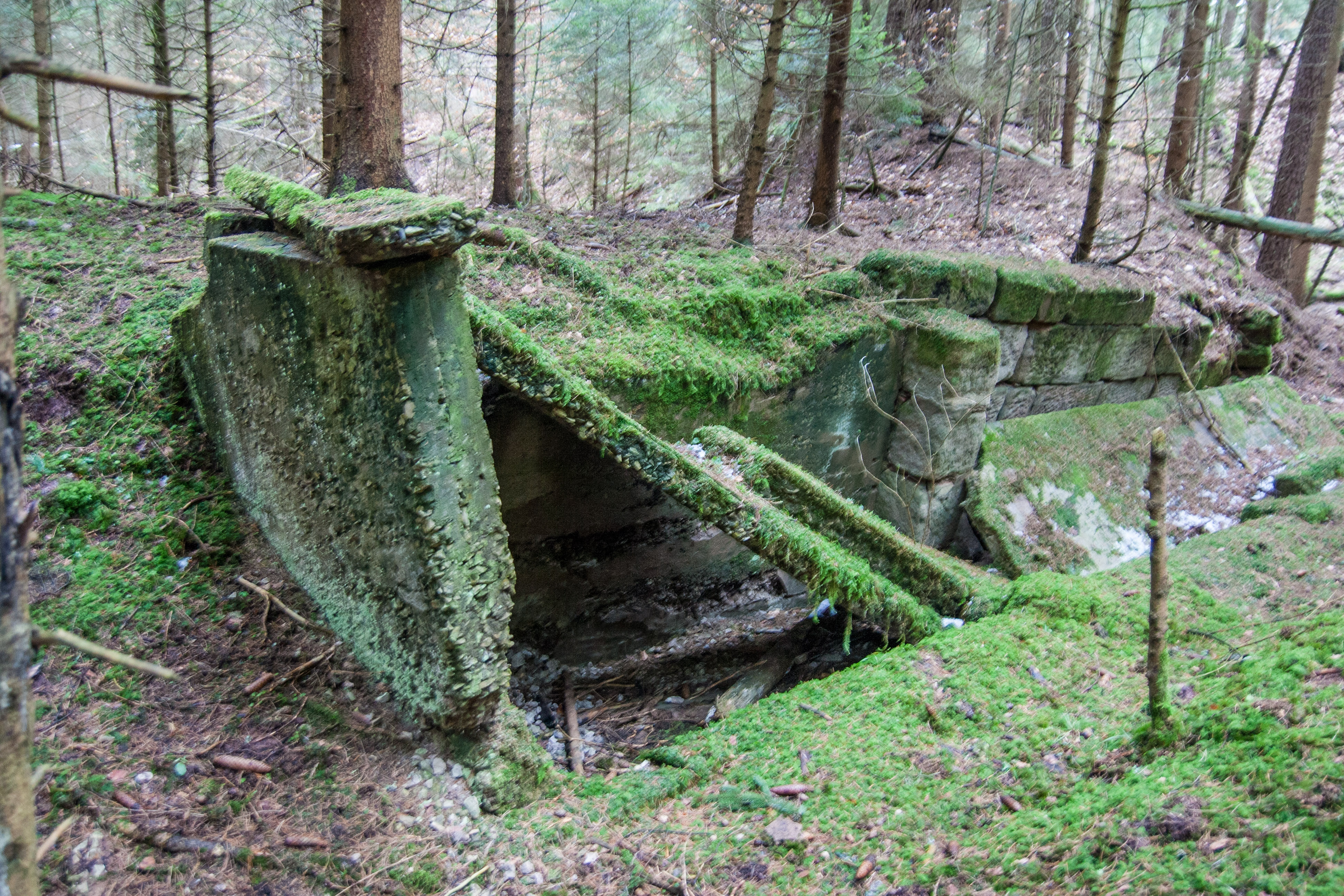
Reste des Bunkers Lettensturz (Die Platte)
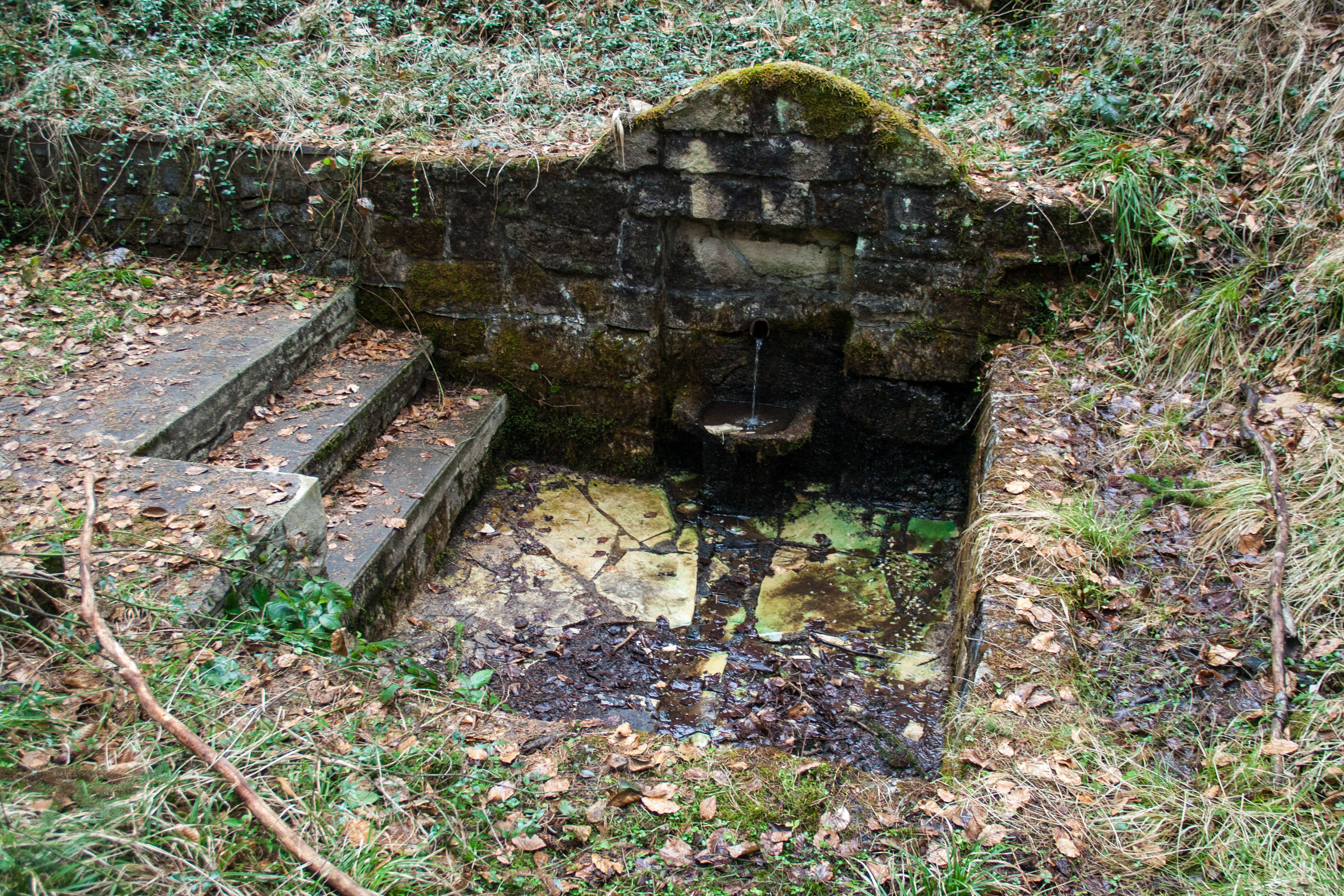
Der Hubertusbrunnen bei Moosbach
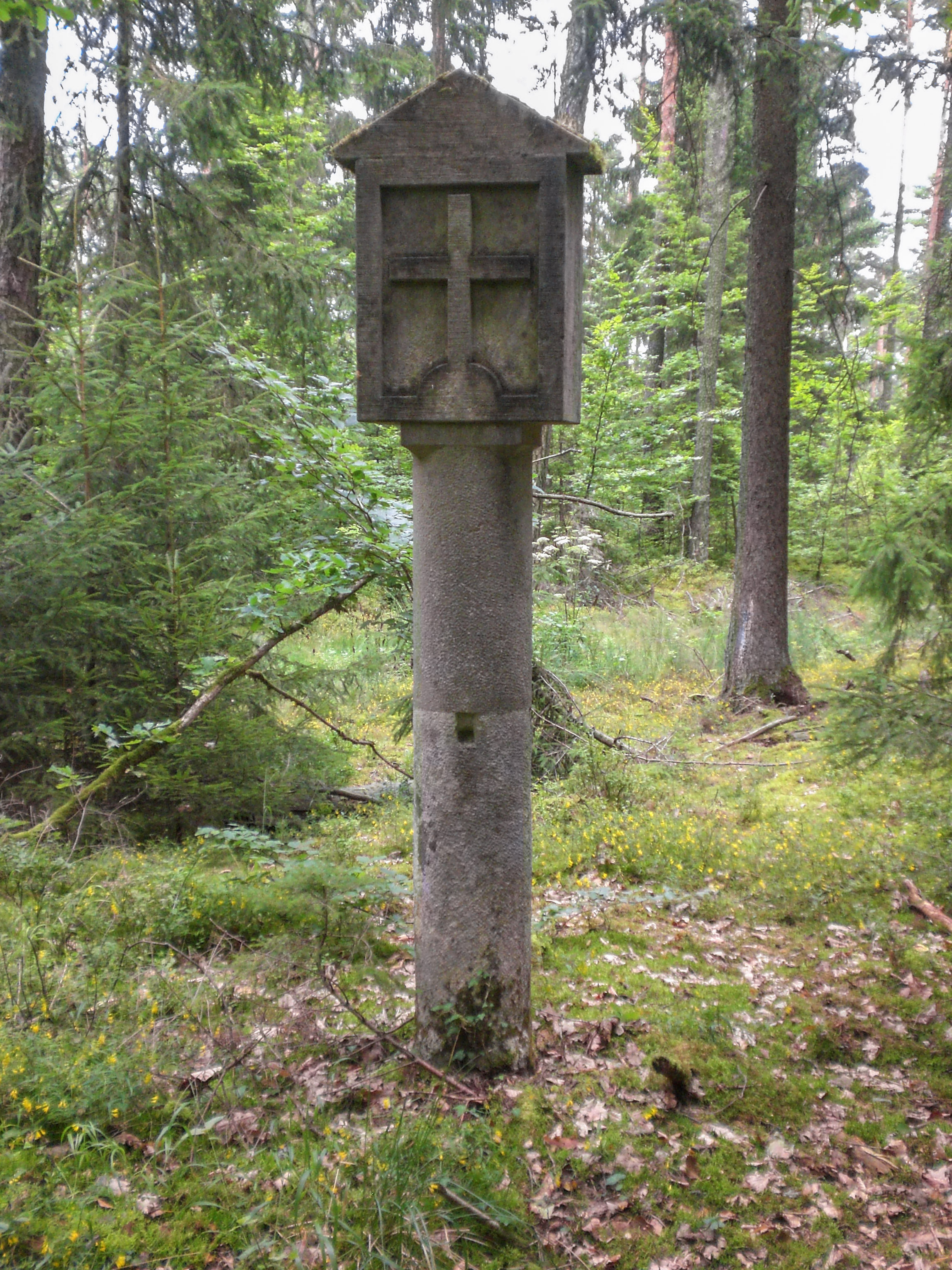
Der Schwarze Herrgott bei Schwarzenbruck
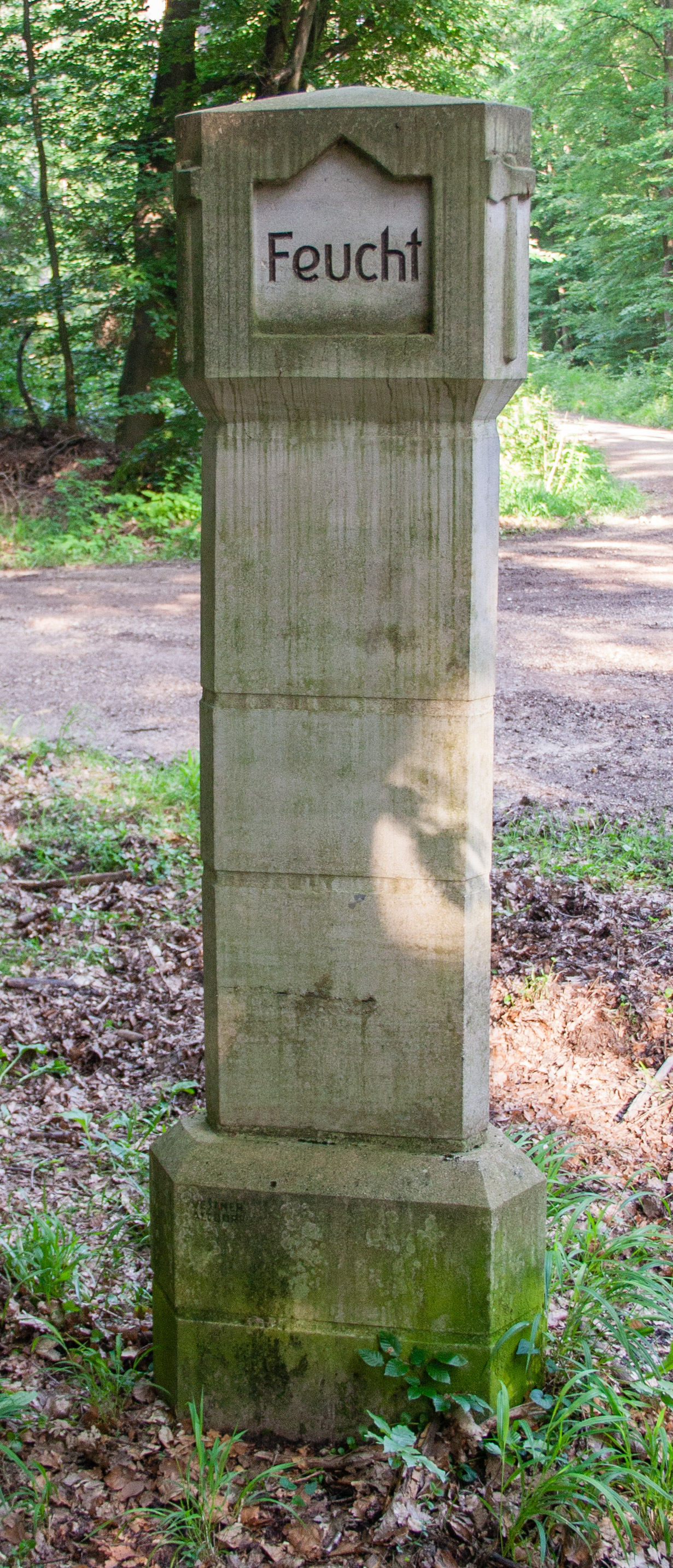
Forst-revier-grenz-stein am Hutberg
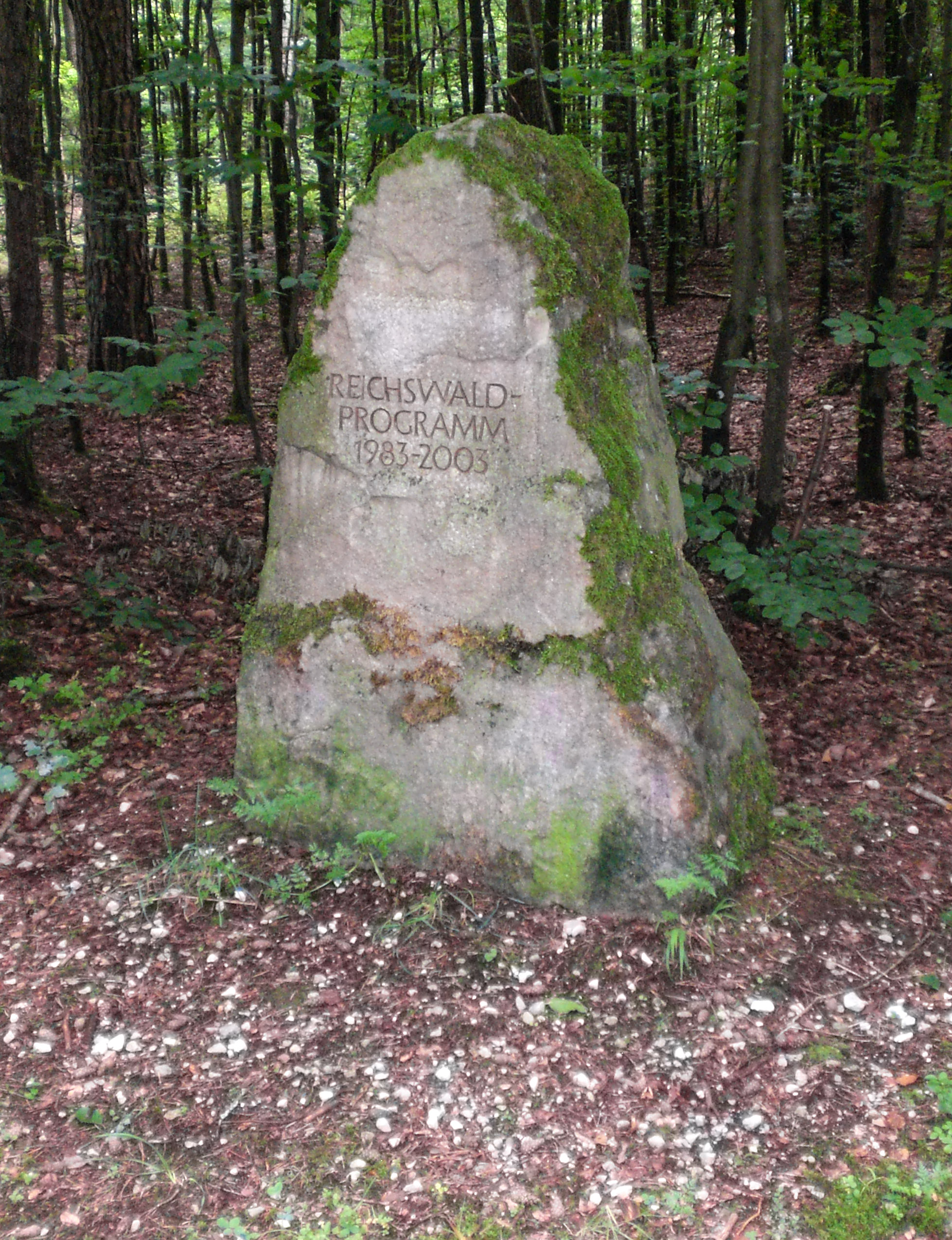
Reichs-waldgedenk-stein bei Feucht
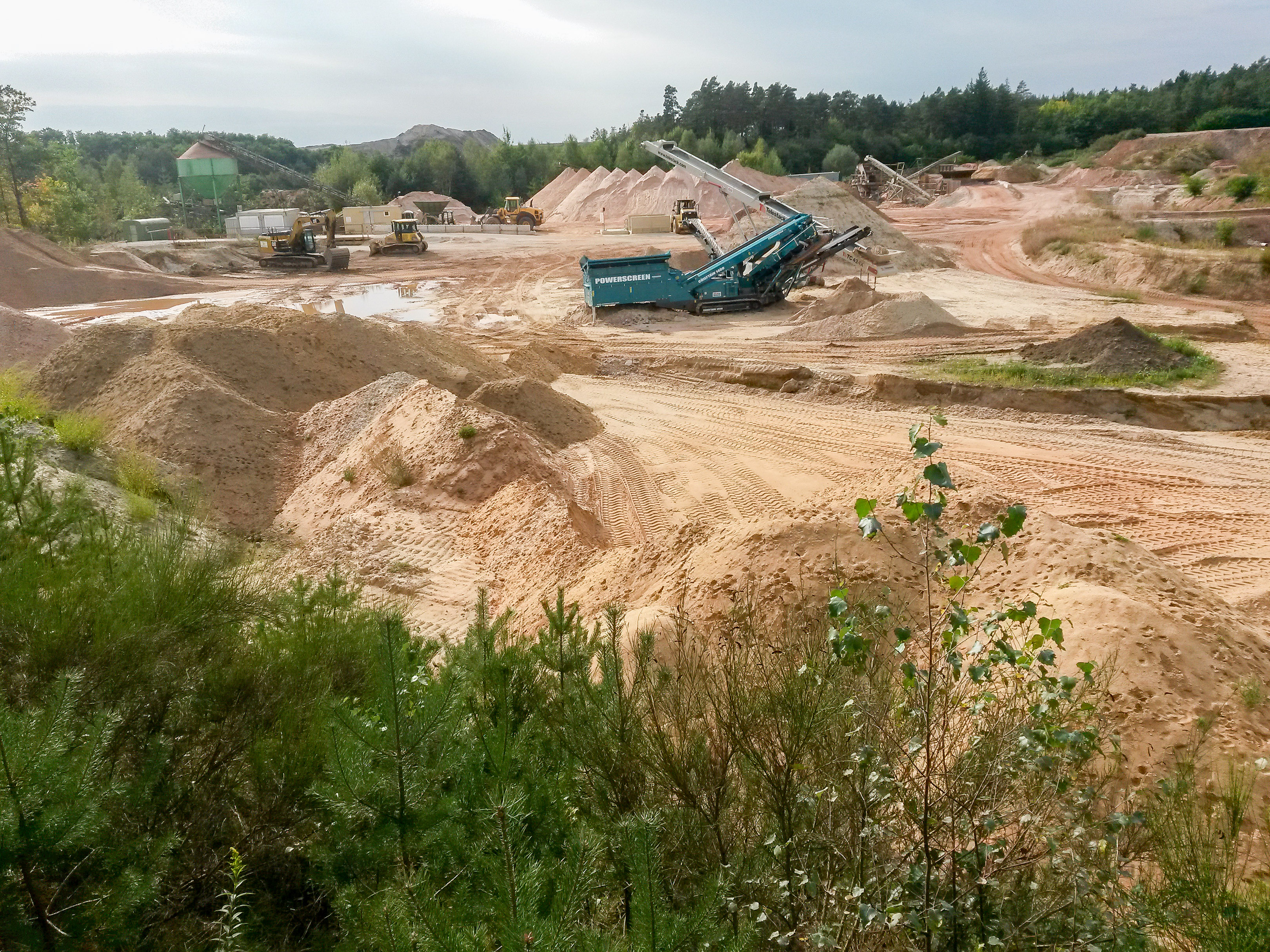
Sandgrube bei Gsteinach